# Sheboygan Red Skins 1948-1949
La stagione 1948-49 degli Sheboygan Red Skins fu l'11ª e ultima nella NBL per la franchigia.
Gli Sheboygan Red Skins arrivarono terzi nella Western Division con un record di 35-29. Nei play-off persero al primo turno con i Tri-Cities Blackhawks (2-0).

## Roster
| N° | Naz.                   | Ruolo | Sportivo         | Anno | Alt. | Peso |
| -- | ---------------------- | ----- | ---------------- | ---- | ---- | ---- |
|    | Stati Uniti (bandiera) | AC    | Mike Todorovich  | 1923 | 196  | 100  |
|    | Stati Uniti (bandiera) | C     | Noble Jorgensen  | 1925 | 206  | 103  |
|    | Stati Uniti (bandiera) | AC    | Bob Brannum      | 1925 | 196  | 98   |
|    | Stati Uniti (bandiera) | GA    | Bobby Cook       | 1923 | 178  | 70   |
|    | Stati Uniti (bandiera) | GA    | Paul Cloyd       | 1920 | 188  | 82   |
|    | Stati Uniti (bandiera) | G     | Danny Wagner     | 1922 | 183  | 73   |
|    | Stati Uniti (bandiera) | GA    | Bob Bolyard      | 1920 | 183  | 83   |
|    | Stati Uniti (bandiera) | C     | Milt Schoon      | 1922 | 201  | 104  |
|    | Stati Uniti (bandiera) | GA    | Boody Gilbertson | 1922 | 191  | 93   |
|    | Stati Uniti (bandiera) | AC    | Max Morris       | 1925 | 188  | 88   |
|    | Stati Uniti (bandiera) | G     | Ken Suesens      | 1916 | 185  | 79   |
|    | Stati Uniti (bandiera) | AC    | Les Deaton       | 1923 | 193  | 95   |
|    | Stati Uniti (bandiera) | GA    | Ted Cook         | 1921 | 183  | 73   |
|    | Stati Uniti (bandiera) | GA    | Jack Watkins     | 1923 | 188  | 82   |

## Staff tecnico
- Allenatore: Ken Suesens